# الحدبة البيضاء (بكيل المير)

تعديل مصدري - تعديل

الحدبة البيضاء هي إحدى قرى عزلة صبران بمديرية بكيل المير التابعة لمحافظة حجة، بلغ تعداد سكانها 50 نسمة حسب تعداد اليمن لعام 2004.